# Василка
Василка је женско словенско, бугарско име, грчког порекла, са значењем „царски“, „краљевски“ и заправо представља деминутив енглеског имена Basil, које означава и биљку босиљак. Такође је изведено име од имена Василија.

## Популарност
У Словенији је 31. децембра 2007. ово име било на 1.872. месту по популарности.